# هاغاناه
تأسست منظمة الهاغاناه الصهيونية (بالعبرية הגנה أي الدّفاع، كلمة גנה من جذر ג־נ־ן قريباً بجذر ج-ن-ن من كلمة "جَنَّ") في العام 1921 في مدينة القدس وهي تكتّل عسكري في الانتداب البريطاني على فلسطين في الفترة السّابقة لإعلان دولة إسرائيل.كان الهدف المعلن من تأسيسها الدفاع عن أرواح وممتلكات المستوطنات اليهودية في فلسطين خارج نطاق الانتداب البريطاني. وبلغت المنظمة درجةً من التنظيم مما أهّلها لتكون حجر الأساس لجيش إسرائيل.

## نشأة

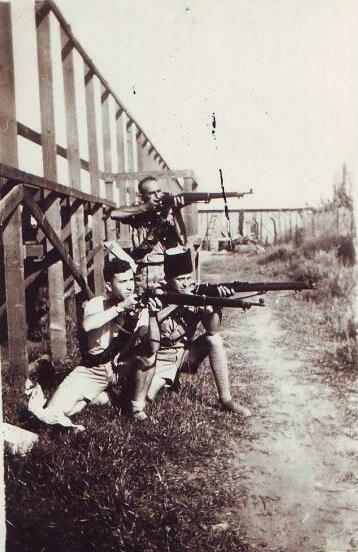

قبيل تأسيس الهاغاناه، كانت منظمة «هاشومير» معنية بحفظ الأمن في التجمعات اليهودية في فلسطين، ولم يتجاوز عدد أفراد المنظمة عن 100 فرد على أحسن تقدير. تأسست «هاشومير» من المهاجرين اليهود في العام 1909 وكانت «هاشومير» تتقاضي أجراً سنوياً نظير خدماتها الأمنية للتجمعات اليهودية.
أعطت الثورة العربية في فلسطين في الأعوام 1920-1921 مؤشراً قوياً لزعامة اليهود في فلسطين بأن الحماية البريطانية لا يُعوّل عليها في حفظ أرواح وممتلكات اليهود واستبعاد قدرة منظمة «هاشومير» في لعب دور الحراسة والسهر على أمن التجمعات اليهودية، والحاجة لتأسيس جهاز أمني مركزي وذي تجهيز أفضل من «هاشومير»، فانشأت الهاغاناه كبديل للـ«هاشومير» في يونيو 1920.
في الأعوام التسعة الأولى لتأسيس الهاغاناه، كانت الأوضاع مستتبّة نسبياً وكانت الهاغاناه منظمة مدنية تُدار من قِبل إدارة مدنية بقيادة يسرائيل جاليلي. وما أن اندلعت الثورة العربية في 1929 والتي خلّفت 133 قتيلاُ يهودياً، تطوّر حال منظمة الهاغاناه بشكل جذري وانضم إليها آلاف الشّبان اليهود وقامت باستيراد السلاح الأجنبي وإنشاء الورش لتصنيع القنابل اليدوية والمعدات العسكرية الخفيفة وتحولت إلى جيش نظامي بعد أن كانت ميليشيا ذات تدريب متدنّي. كما حظيت هذه القوات بمساعدة بريطانية مباشرة من خلال مساهمة ضباط بريطانيين في سلطة الإنتداب بتدريب قواتها من أمثال الضابط البريطاني وينجت الذي كان يسمى بين أفراد العصابة بالصديق 
بحلول العام 1936، أصبح أعداد الهاجاناة 10000 مقاتل و40000 من الاحتياط. وخلال ثورة 1936 - 1939، قامت الهاغاناه بحماية المصالح البريطانية في فلسطين وقمع وقتل الثّوار الفلسطينيين. وبالرغم من عدم اعتراف الحكومة البريطانية بالهاغاناه، إلا أن القوات البريطانية قامت بالتعاون وبشكل كبير مع منظمة الهاغاناه فيما يتعلق بالقضايا الأمنية وأمور القتال.
في العام 1937، قام اليمين المتطرّف في منظمة الهاغاناه بالانشقاق وتأسيس منظمة الـ «أرجون» (1) ويعزى انشقاق الإرجون عن الهاغاناه لحجم القيود البريطانية المفروضة على الهاغاناه وازدياد الضغط العربي الفلسطيني. ولامتصاص الغضب العربي، قامت الحكومة البريطانية بتقييد الهجرة اليهودية إلى فلسطين مما دعى الهاغاناه لتنظيم هجرات يهودية سرية غير مشروعة إلى فلسطين وتنظيم المظاهرات المناهضة للحكومة البريطانية.

## الحرب العالمية الثانية

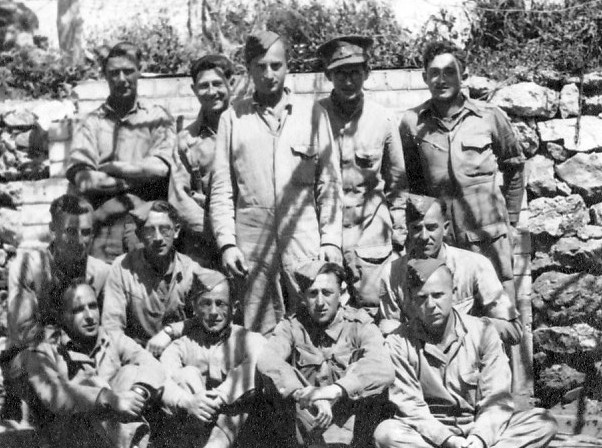
مجموعة من الجنود اليهود، سكان منطقة الانتداب البريطاني على فلسطين، خلال خدمتهم في الجيش البريطاني أيام الحرب العالمية الثانية (1943م). تم التصوير في الصحراء الليبية بمصر. أحد الجنود (يرتدي قبعة) هو دافيد فلايشمن، عضو كيبوتس غان شموئيل

عام 1939، أعلن «ديفيد بن غوريون» رئيس مجلس إدارة «الوكالة اليهودية» دعمه التّام للحكومة البريطانية وعزمه القتال ضد «أدولف هتلر» النّازي مع القوات البريطانية، إلا أن أفراد منظمة الإرجون لم يعبؤوا بتصريح بن غوريون وقاموا بقصف المواقع البريطانية.
في السنوات الأولى من الحرب العالمية الثانية، قامت القوات البريطانية بالتماس التعاون مع منظمة الهاغاناه خوفاً من تغلغل قوات دول المحور في شمال أفريقيا. ولكن بعد هزيمة «إروين رومل» في معركة العلمين في 1942، تنفّس البريطانيون الصعداء وأخذوا خطوة إلى الوراء فيما يخصّ الدعم والتعاون مع منظمة الهاغاناه.

## بعد الحرب
بعد انتهاء الحرب العالمية الثانية، عمدت منظمة الهاغاناه بشنّ حملة معاديه للقوات البريطانية في فلسطين، فقامت بتحرير المهاجرين اليهود الذين احتجزتهم القوات البريطانية في معسكر «عتليت»، وقامت بنسف سكك الحديد بالمتفجرات، ونظّمت حملة هجمات تخريبية استهدفت مواقع الرادار ومراكز الشرطة البريطانية في فلسطين. أضف إلى ذلك استمرار منظمة الهاغاناه بتنظيم الهجرات اليهودية الغير مشروعة إلى فلسطين.
في 28 مايو 1948، أعلنت الحكومة الإسرائيلية المؤقّتة بإنشاء «الجيش الإسرائيلي» والتي خلفت الهاغاناه في لعب دور الأمن والأمان ومنعت الحكومة الإسرائيلية المؤقّتة أيّ من التشكيلات القتالية باستثناء قوة الدفاع الإسرائيلية إلا أن منظمة الإرجون لم تعبأ بقرار الحكومة المؤقتة مما أثار المناوشات بين قوات الأرجون وقوات الهاغاناه لفترة وجيزة، وفي النهاية، القى الإرجون أسلحتهم وشكّل «مناحيم بيغن» حزباً سياسياً (حزب «حيروت») على أنقاض منظمة الإرجون.

## أهم الرموز
- إسحاق رابين
- أرئيل شارون
- رحبعام زئيفي
- الأوسمة العسكرية الإسرائيلية
- وسام الخدمة المتميزة